# Hinrich Brunckhorst
Hinrich Brunckhorst (* 9. Juli 1903 in Bartelsdorf, Kreis Rotenburg; † 21. Oktober 1992 in Scheeßel) war ein deutscher Landwirt und Politiker (DP).
Brunckhorst war nach dem Abschluss der Volksschule auf dem elterlichen Hof bis 1925 tätig. Im Anschluss nahm er eine Lehre als Straßensetzerhandwerker auf. Seit 1934 betrieb er selbstständig einen Großhandel mit Straßenbaumaterialien. Zwischen 1940 und 1945 war er Kriegsteilnehmer des Zweiten Weltkrieges und geriet in sowjetische Kriegsgefangenschaft. Aus dieser wurde er krankheitsbedingt entlassen. Nach seiner Rückkehr aus der Gefangenschaft war er Inhaber eines landwirtschaftlichen Betriebes. Seit dem Jahr 1946 saß Brunckhorst im Gemeinderat und Kreistag in Rotenburg. Im Jahr 1949 wurde er Landrat des Landkreises Rotenburg. In diesem Amt blieb er bis 1968. Brunckhorst wurde in der 4. Wahlperiode Mitglied des Niedersächsischen Landtages vom 6. Mai 1959 bis 5. Mai 1963. Der DP-Fraktion gehörte er bis zum 29. März 1962 an. Bis zum Ende seines Mandats blieb er fraktionslos.
Brunckhorst wurde 1969 mit dem Bundesverdienstkreuz I. Klasse ausgezeichnet.